# Moscatel de Odiáxere
Moscatel de Odiáxere es un cultivar de higuera tipo Higo Común Ficus carica unífera (con una sola cosecha por temporada, los higos-vindimos los higos de verano-otoño), de piel verde blanquecino amarillento. Se cultivan principalmente en las freguesias de Barão de São João, Bensafrim y Odiáxere, en el Algarve(Portugal) para higo fresco y seco.

## Sinonimias
- „sin sinónimo“,[4][5][6][7]

## Historia
Dentro de la Unión Europea, España es, junto a Grecia y Portugal, el mayor productor de higos.
El cultivo extensivo de las higueras era tradicional en Portugal, especialmente en las regiones del Algarve, Moura, Torres Novas y Mirandela. Se cosechaban los llamados « "figos vindimos" », que tenían como destino el mercado de los higos secos, para el consumo humano o industrial, pero también para la alimentación de los animales,
Era un higueral de baja densidad, entre 100 y 150 higueras por hectárea, con árboles de gran porte, baja productividad y mucha mano de obra. Todo esto, unido a la fuerte competencia de los higos provenientes del norte de África y Turquía, provocó un progresivo abandono de este cultivo.
Hoy día se está recuperando, pero orientada la producción para su consumo en fresco, imponiéndose variedades más productivas adaptadas a las exigencias y gustos del mercado, aumentando las densidades de plantación e incluso aportando la posibilidad de riego. La producción de higos para el mercado de fruta fresca tiene dos épocas distintas de producción. Una en mayo, junio y julio, que es la época de los « "figos lampos" » (brevas); y otra en agosto y septiembre, hasta las primeras lluvias, que es la época de los « "figos vindimos" » (higos).
La variedad 'Moscatel de Odiáxere' fue descrito e ilustrado por Bobone (1932) como una variedad portuguesa, cultivada comercialmente, ampliamente distribuida en las freguesias de Barão de São João, Bensafrim y Odiáxere, en el Algarve.

## Características
La higuera 'Moscatel de Odiáxere' es una variedad unífera (con una sola cosecha por temporada), del tipo Higo Común. Los higos son de un calibre mediano.
Los árboles 'Moscatel de Odiáxere' presenta abundante cosecha de higos-vindimos que maduran a inicios de agosto, son de forma turbinada; piel lisa; color verde claro amarillento; pulpa rosada acastañada, de sabor dulce fundente; textura fina; calidad muy buena tanto para consumo en fresco como seco; Tienen una manipulación razonable.

## Cultivo
'Moscatel de Odiáxere' se trata de una variedad muy adaptada al cultivo de secano, con excelente producción de higos de buen tamaño y características que la hacen potencialmente muy atractiva para comercializar para su consumo en fresco y en seco. Muy cultivado las freguesias de Barão de São João, Bensafrim e Odiáxere, en el Algarve (Portugal),